# Завражное (Чувашия)
Завра́жное (чув. Туçикасси) — деревня в Чебоксарском районе в составе Абашевского сельского поселения. 

## География
Расстояние до Чебоксар — 19 км, до районного центра — посёлка Кугеси — 7 км, до железнодорожной станции 19 км. От административного центра сельского поселения — села Абашево — деревню отделяет овраг Шуняр с протекающей в нём одноимённой речкой. 

### Административно-территориальная принадлежность
До 1927 года деревня — в составе Тогашевской волости Чебоксарского уезда, с 1 октября 1927 года — в Чебоксарском районе. Сельский совет: с 1 октября 1927 года — Абашевский.

## История
Деревня появилась в XIX веке как околоток села Абашево. Жители — чуваши, до 1866 года государственные крестьяне; занимались земледелием, животноводством, домашним ремеслом, кулеткачеством, отхожими промыслами, разработкой торфа. В 1930 году образован колхоз «Трудовик». В 1906 году жители деревни приняли участие в Абашевском восстании крестьян (один из организаторов восстания — уроженец деревни, рабочий-отходник Г. Дмитриев). 

В 1920—1930-е гг. жители деревни участвовали в строительстве автодороги Чебоксары—Канаш. В 1930 году образован колхоз «Трудовик». В 1950 году деревня вошла в Абашевский колхоз, переименованный в «Коммунизм», с 1959 года — в колхозе им. Ленина с центральной усадьбой в селе Абашево.

## Название
Название произошло от того, что деревня расположилась за оврагом от с. Абашево. Чув. название от чув. ту, туҫи «гора, холм, возвышенность, расположенная на горе».— Географические названия Чувашской Республики

Чувашское название «Туҫи Апаш» понимается как возвышенное место у с. Абашево, русское название «Заовражное» — расположение деревни за оврагом с речкой (именовалась Шуняр).— Населённые пункты Чебоксарского района Чувашской Республики

### Прежние названия
Заовражная (Тузи-касы) (1907), чув. Туçи Апаш (1927).

## Население
| 1858 | 1897 | 1907 | 1926 | 1939 | 1979 | 2002 |
| ---- | ---- | ---- | ---- | ---- | ---- | ---- |
| 137  | ↗249 | ↗302 | ↘269 | 269  | ↘185 | ↘155 |

| 2010 | 2012 |
| ---- | ---- |
| 161  | ↗187 |

По данным Всероссийской переписи населения 2002 года в деревне проживало 155 человек, преобладающая национальность — чуваши (95%).

## Инфраструктура
В деревне находится 51 частное домохозяйство (2010), функционирует СХПК «Колхоз им. Ленина».
Улицы: Нагорная, Светлая.

## Уроженцы
- Вастрюк Кирилл Кузьмич (1905, Завражное, Чебоксарский уезд — 1941, неизвестно) — общественно-политический деятель, хозяйственный работник, народный комиссар торговли Чувашской АССР (февраль—август 1938 года), репрессирован, умер в заключении[11].